# كاناكينوماب

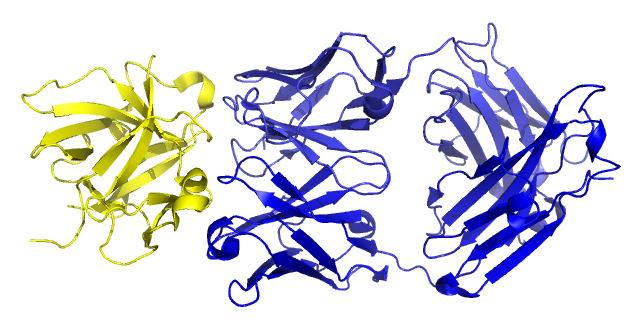
مخطط لكاناكينوماب (باللون الأزرق) يرتبط إنترلوكين 1 بيتا (باللون الأصفر)، مصدر الصورة هو PDB المدخل

كاناكينوماب هو جسم مضاد وحيد النسيلة طورته نوفارتس وسوقته تحت اسم تجاري هو إلاريس (Ilaris) ويستخدم للحالات التالية:
- علاج المتلازمة الدورية المرتبطة بكريوبيرين (CAPS)، حصلت على موافقة إدارة الغذاء والدواء في حزيران 2009[3] والوكالة الأوروبية للأدوية في تشرين الأول من العام ذاته.[4]
- ألغت نوفارتس التجارب السريرية حول استخدامه في علاج التهاب المفاصل الروماتويدي.[5]
- كاناكينوماب ما زال في المرحلة الأولى من التجارب السريرية لغرض استخدامه في علاج مرض الانسداد الرئوي المزمن.[6]